# Houping, Chengkou
Houping (kinesiska: 厚坪) är en socken i sydvästra Kina. Den ligger i Chengkou härad i storstadsområdet Chongqing,  omkring 330 kilometer nordost om det centrala stadsdistriktet Yuzhong. Antalet invånare är 4 645. Befolkningen består av 2 251 kvinnor och 2 394 män. Barn under 15 år utgör 24,0 %, vuxna 15-64 år 64 %, och äldre över 65 år 11,0 %.